# Вилья-Аделина
Вилья-Аделина (исп. Villa Adelina) — город в Аргентине в провинции Буэнос-Айрес, часть агломерации Большой Буэнос-Айрес. Расположен на территории сразу двух муниципалитетов: Висенте-Лопес и Сан-Исидро.

## История
Эта местность была известна как «Ла-Аделина» ещё в середине XVIII века, поэтому, когда в начале XX века здесь прошла железная дорога, один из сотрудников железнодорожной компании — Дункан Маккей Мунро — воспользовался этим, чтобы увековечить в названии станции имя своей любимой внучки Аделины Дрисдэйл. Станция начала функционировать с 1909 года, а земли в её районе были распроданы под жилищное строительство — так появился населённый пункт.
Бурный рост населённого пункта пришёлся на середину XX века, когда в 1940-50-х годах здесь было построено много промышленных предприятий. В 1946 году городок Вилья-Аделина был объединён с соседним городком Карапачай, но в конце XX века эти два населённых пункта были разделены вновь.